# Phonsavan
Phonsavan (laot. ໂພນສະຫວັນ) – miasto w północnej części Laosu, w prowincji Xieng Khouang, której jest stolicą. Miasto to zamieszkuje 57 tys. ludzi.
Miasto zostało zbudowane w latach 70. XX wieku, ponieważ dawna stolica prowincji Xieng Khouan została zniszczona podczas wojny.